# Combretum petrophilum
Combretum petrophilum là một loài thực vật có hoa trong họ Trâm bầu. Loài này được Retief mô tả khoa học đầu tiên năm 1986.